# Ninjōbon
Le ninjōbon (人情本) est un genre de la littérature japonaise pré-moderne. Les romans mettent en scène les jeunes amours et ont généralement pour but d'attirer des lectrices. C'est un sous-genre du gesaku qui succède aux genres précédents sharebon et kokkeibon.

## Développements
Le ninjōbon apparaît vers 1819 avec Akegarasu nochi no masayume (明烏後正夢) de Ryūtei Rijō et Seidan mine hatsuhana (清談峰初花) de Jippensha Ikku comme premiers exemples du genre.
Le ninjōbon atteint son apogée dans les années 1830. Une grande partie en est due aux ouvrages de Tamenaga Shunsui, à commencer par Shunshoku umegoyomi (春色梅児誉美) en 1832, suivi d'un certain nombre de livres de la série Umegoyomi.
Cependant, la popularité du genre s'interrompt brusquement en 1842 avec l'introduction des réformes Tenpō. À l'initiative de Mizuno Tadakuni, Tamenaga est menotté pendant 50 jours, les ninjōbon sont confisqués et brûlés, et moins de livres de ce genre sont publiés. Les restrictions sont atténuées après le départ à la retraite de Mizuno.
Les ninjōbon continuent d'être publiés jusqu'au début de l'ère Meiji.

## Œuvres majeures
- Akegarasu nochi no masayume (明烏後の正夢?, « Après le corbeau du matin, un vrai rêve ») (1819), Ryūtei Rijō
- Seidan mine hatsuhana (清談峰初花?) (1819), Jippensha Ikku
- Onna imagawa (婦女今川?) (1826), Tamenaga Shunsui
- Kanamajiri musume setsuyō (仮名文章娘節用?) (1831), Kyokusanjin
- Shunshoku umegoyomi (春色梅児誉美?, « Couleurs du printemps : calendrier de la prune ») (1832-1833), Tamenaga Shunsui
- Shunshoku umemibune (春色梅美婦禰?) (1841-1842)
- Temariuta sannin musume (毬唄三人娘?) (1862-1865), Shōtei Kinsui
- Shunshoku edomurasaki (春色江戸紫?) (1864), Sansantei Arindo